# Alfredo Tropa
Alfredo Ricardo Rezende Tropa  (Porto, 29 de março de 1939 — Lisboa, 5 de julho de 2020) foi um realizador de cinema português. Foi diretor dos Arquivos e Documentação da RTP. Foi casado com a também realizadora Teresa Olga.
A 9 de junho de 2000, foi agraciado com o grau de Comendador da Ordem do Infante D. Henrique.
Morreu no dia 5 de julho de 2020, aos 81 anos.

## Filmografia

### Como realizador
- Portuguese Men of the Sea (1957)
- A Biopsia (1960)
- Inundações (1960)
- O Orfeão Académico de Coimbra nos Açores (1960)
- Uma Nova Universidade - Coimbra (1961)
- Os Transportes (1962)
- Deligny en Mai (1963)
- Noel 1721 (1964)
- Ou Inverno ou... (1965)
- Num Mar de Moliço (1966)
- Cerâmica de Ontem e de Hoje (1967)
- Garrafas (1967)
- Operação OGMA (1967)
- Topázio (1968)
- Minuto Zero Menos Dez (1968)
- Regata (1968)
- Águas Vivas (1969)
- A Mulher e a Roda (1970)
- Dois Pisos (1970)
- Pedro Só (1972)
- Eucalyptus (1973)
- Um Homem - Uma Obra (1973)
- Figueira - Um Amor Correspondido (1974)
- Beja - Um Povo Que Se Levanta (1975)
- O Povo e a Arte (1975)
- O Povo e o Barro (1975)
- O Povo e o Futuro (1975)
- Viana do Castelo - Enfrentar a Vida (1975)
- Não Parar o País! Regionalização (1976)
- Alexandre Herculano (1977)
- Padre António Vieira (1977)
- Uma Maré de Moliço (1977)
- Made In - I (1978)
- A Getway to Europe (1979)
- Auto da Criação e do Nascimento do Mundo (1979)
- Ao Pensar em Electrónica (1980)
- Bárbara (1980)
- Made In - II (1980)
- Bernardo Marques (1983)
- Nós Somos o Exército (1983)
- O Maioral (1985)
- Le Soleil de Beton (1987)
- Luísa e os Outros (1988)

### Como produtor
- Ou Inverno ou... (1965)
- Eucalyptus (1973)
- Figueira - Um Amor Correspondido (1974)
- Ao Pensar em Electrónica (1980)

### Como argumentista
- Pedro Só (1972)
- Não Parar o País! Regionalização (1976)
- Bárbara (1980)

### Como assistente de realização
- Mudar de Vida (1967)
- Uma Abelha na Chuva (1972)

### Como técnico de som
- Mudar de Vida (1967)